# Urkan (Oberlauf Seja)
Der Urkan (russisch Уркан, Верхний Уркан, Левый Уркан) ist ein linker Nebenfluss der Seja in der Oblast Amur im Fernen Osten Russlands. Zur Unterscheidung von dem gleichnamigen größeren rechten Seja-Nebenfluss Urkan wird der Fluss auch als „Oberer Urkan“ oder „Linker Urkan“ bezeichnet.
Der Urkan entspringt im westlichen Dschagdygebirge. Er fließt in überwiegend nördlicher Richtung. Er durchfließt dabei die Obere Seja-Ebene und erreicht nach 234 km das Südufer des Seja-Stausees. Der Rückstau der Seja reicht in den Unterlauf des Flusses. Der Fluss entwässert ein Areal von 3740 km². Der mittlere Abfluss (MQ) 19 km oberhalb der Mündung beträgt 21 m³/s.